# Nikola Karković
Nikola Karković (Hvar, 3. kolovoza 1838. – Trst, 7. rujna 1918.), austrijski mornarički dočasnik i heroj Viškoga boja 1866. godine.
Nikola Karković rodio se na otoku Hvaru 3. kolovoza 1838. godine. Služio je u Austrijskoj ratnoj mornarici u činu časničkog kandidata (Offiziersanwärter), a slavu je stekao u Viškom boju 20. srpnja 1866. godine ugrabivši barjak s talijanske oklopnjače Palestro pošto je Ferdinand Max izvršio udar kljunom u nju. Krmeni sošnjak Palestra od siline je udarca pao zajedno sa zastavom. Tegetthoff je povikao Wer will die Flagge haben? (hrv. Tko će uzeti zastavu?). Na povik admirala Karković je skočio i pod jakom puščanom paljbom zarobio talijanski barjak. Poslije je odlikovan za hrabrost. Umro je od moždanog udara u Trstu 7. rujna 1918. godine.

## Galerija
- Grob
- Spomen-ploča u Hvaru

## Više informacija
- Viški boj 1866.